# Nova Esperança do Sudoeste
Nova Esperança do Sudoeste é um município brasileiro localizado no sudoeste do estado do Paraná.

## História
O povoamento mais acentuado da região começou em meados da década de 1950. As primeiras famílias a se assentarem ali foram as de Gino Viana, João Meurer, Jorge Engels e Theodoro Locks. A primeiro evento registrado na igreja da localidade foi uma missa de casamento, no ano de 1956.
Até então, figurava com uma localidade pertencente ao município de Francisco Beltrão. A partir de 1964, tornou-se o distrito de Nova Esperança, vinculado ao recém emancipado município de Enéas Marques. O processo emancipatório teve início no ano de 1985, a cargo do vereador Norberto Goedert. Em 19 de março de 1992, através da Lei Estadual N° 9.915, foi criado o município de Nova Esperança do Sudoeste.

## Demografia
Sua população, segundo o Censo Demográfico do IBGE no ano de 2022, era de 5.597 pessoas. (https://www.ibge.gov.br/cidades-e-estados/pr/nova-esperanca-do-sudoeste.html)

## Economia
O setor primário se destaca em relação as poucas indústrias e pequeno setor de serviços. As principais atividades a suíno-cultura, produção de leite e produção de aves.

## Infraestrutura

### Transporte
O município está servido apenas por uma rodovia estadual, a PR-471. Ela liga o município a Salto do Lontra, no sentido noroeste, e a Enéas Marques, no sentido sudeste.